# Microrregión de Várzea Alegre
La microrregión de Várzea Alegre es una de las  microrregiones del estado brasileño del Ceará perteneciente a la mesorregión  Centro-Sur Cearense. Su población fue estimada en 2005 por el IBGE en 96.402 habitantes y está dividida en cinco municipios. Posee un área total de 3.549,202 km².

## Municipios
- Antonina do Norte
- Cariús
- Jucás
- Tarrafas
- Várzea Alegre

- Datos: Q528847